# Heilig Blut (Erding)
Heilig Blut, amtlich Hl.Blut, ist ein Gemeindeteil der Großen Kreisstadt Erding in oberbayerischen Landkreis Erding.

## Lage
Der Ort mit der topografischen Bezeichnung Kloster liegt südlich von Klettham westlich der Sempt auf der Gemarkung Erding.

## Geschichte
Der Ort gehörte ursprünglich zur Gemeinde Altenerding und kam 1924 zur Stadt Erding.
Der Einwohnerstand veränderte sich von 58 im Jahr 1987 auf zehn im Jahr 2007 und dann über sieben im Jahr 2013 und sechs im Jahr 2017.

## Baudenkmäler
Im Ort befindet sich die Katholische Wallfahrtskirche Hl. Blut und das ehemalige Schloss Heilig Blut.

## Bildung
In Heilig Blut sind das Anne-Frank-Gymnasium Erding und die Mädchenrealschule Heilig Blut ansässig.